# Jérôme Lancery
Jérôme Lancery, né le 25 février 1984 à Ploemeur en Bretagne est un agent de joueurs de football Français licencié par la Fédération française de football (FFF) et un consultant TV et Radio, il intervient pour les chaines du Groupe Canal+ CNews et La chaîne L'Équipe ou encore pour la radio RMC.
Une émission lui est consacré en 2018 sur la chaine RMC BFM TV .

## Début professionnel
Jérôme Lancery est un ancien ingénieur en traitement de données sur des bateaux de recherche sismique marine.

## Carrière d'agent
En 2014, Jérôme Lancery devient officiellement agent de joueurs licencié par la FFF.
Il travail avec des joueurs du club de Newcastle United et il réalise plusieurs transferts en faisant notamment signer Sylvain Marveaux au FC Lorient et Gabriel Obertan à Anji Makhatchkala en Russie. 
Par la suite Jérôme Lancery va démarcher dans les coulisses du plateau de l'émission de football le «CFC» Canal Football Club le récent diplômé du diplôme d'entraineur Mickaël Landreau afin de le représenter et le faire signer au FC Lorient. 
Durant le printemps 2017 il est mandaté en exclusivité par le club du Montpellier Hérault Sport Club désireux de vendre au mieux Ryad Boudebouz à qui il ne reste plus qu'un an de contrat. Il obtient plusieurs offres dont celles de clubs comme Everton FC ou encore Newcastle United mais c'est finalement vers le Real Betis que l'international algérien est transféré pour un montant de 7 millions d'euros hors bonus.
Il s'occupe des transferts de joueurs, comme Damien Le Tallec de Étoile rouge de Belgrade au Montpellier HSC en 2018 , Gabriel Obertan au BB Erzurumspor et de Moussa Djitté au Grenoble Foot 38 en 2019 puis Austin FC pour un transfert avoisinant les 2 millions de dollars.
En 2021, il finalise pour le compte de la nouvelle direction des Girondins de Bordeaux le transfert de l'international croate Toma Bašić dans le club italien de la Lazio Roma pour un montant de 8 millions d'euros.

## Expérience chez VV Consulting
Il est recruté au début de l'année 2021 pour rejoindre l'agence VV Consulting basée en Principauté de Monaco.

## Consultant TV et radios
Jérôme Lancery intervient sur la chaine de télévision du Groupe Canal+ CNews à de nombreuses reprises afin de couvrir lors de directs l'arrivée très médiatisée du joueur brésilien Neymar au Paris Saint Germain en août 2017. Il y apporte son expertise d'agent puis développe les subtilités des contraintes administratives et contractuelles liées à l'arrivée d'un tel joueur au club de la capital. Par la suite il participe à de nombreuses apparitions en plateaux TV pour les chaînes CNews, France Télévisions, et La chaîne L'Équipe ou encore lors d'interventions pour la radio RMC.  
Une émission lui est entièrement consacré en 2018 sur la chaine BFM TV RMC  en étant l'invité des joueurs champions du monde 1998 Christophe Dugarry et Franck Leboeuf où il se livre sur ses débuts d'agent de joueurs de football et les anecdotes du métiers.

## Vie privée
Jerome Lancery pratique l'équitation et il participe à des compétitions internationales de saut d'obstacles.

## Principaux transferts de Lancery Jérôme
- Mis à jour en Novembre 2022.

| Nom              | Nationalité | Poste           | Club                          |
| ---------------- | ----------- | --------------- | ----------------------------- |
| Gabriel Obertan  | France      | Ailier          | Anji Makhatchkala             |
| Toma Bašić       | Croatie     | Milieu          | Lazio Roma                    |
| Ryad Boudebouz   | Algérie     | Milieu offensif | Real Betis                    |
| Arnaud Lusamba   | France      | Milieu offensif | Alanyaspor                    |
| Sylvain Marveaux | France      | Milieu offensif | FC Lorient                    |
| Moussa Djitté    | Sénégal     | Attaquant       | Austin FC                     |
| Mickael Landreau | France      | Entraineur      | FC Lorient                    |
| Loïc Bessilé     | Togo        | Défenseur       | Royal Charleroi SC            |
| Steven Moreira   | France      | Lateral         | Crew de Columbus              |
| Damien Le Tallec | France      | Milieu          | Montpellier HSC               |
| Anthony Belmonte | France      | Milieu          | APO Levadiakos                |
| Mehdi Zeffane    | Algérie     | Milieu          | Clermont Foot                 |
| Vito Mannone     | Italie      | Gardien         | FC Lorient                    |
| Joris Marveaux   | France      | Milieu          | Gazélec Football Club Ajaccio |
| Karol Fila       | Pologne     | Lateral         | RC Strasbourg                 |
| Levi Lumeka      | Angleterre  | Ailier          | ESTAC Troyes                  |
| Warren Caddy     | France      | Attaquant       | Paris FC                      |
| Rémi Mulumba     | France      | Milieu          | KAS Eupen                     |